# Guy Sagiv
Guy Sagiv, né le 5 décembre 1994 à Namur en Belgique, est un coureur cycliste israélien. Multiple champion national, il devient lors du Tour d'Italie 2018 le premier Israélien à participer à un grand tour en compagnie de Guy Niv.

## Biographie
Guy Sagiv est né à Namur, en Belgique, car ses parents y travaillent. Quand il a trois ans, la famille retourne en Israël. Là-bas, il pratique dans un premier temps le VTT.
Il devient champion d'Israël sur route en 2015, 2016 et 2019. En 2017 et 2020, il remporte le titre national du contre-la-montre individuel.
À l'été 2015, il rejoint l'équipe locale Cycling Academy, renommée  Israel Cycling Academy, puis Israel Start-Up Nation.
Avec son compatriote Guy Niv, ils sont les premiers coureurs israéliens à participer à un grand tour à l'occasion du Tour d'Italie 2018 qui s'élance de Jérusalem. Sagiv termine 141e sur 149, tandis que son compatriote abandonne la course avant l'arrivée. En 2020, il se classe 132e et avant-dernier du Tour d'Italie.

## Vie privée
Guy Sagiv est en couple avec la cycliste israélienne Omer Shapira. Le couple vit en Espagne à Gérone.

## Palmarès
- 2011
  - 2e du championnat d'Israël sur route juniors
  - 3e du championnat d'Israël du contre-la-montre juniors
- 2013
  - Collected Race
  - 3e du championnat d'Israël sur route
  - 3e de l'Apple Race
- 2015
  -  Champion d'Israël sur route
  -  Champion d'Israël sur route espoirs
  - Hets Hatsafon
  - 3e étape de l'Apple Race
  - 3e du Tour d'Arad
- 2016
  -  Champion d'Israël sur route
  -  Champion d'Israël sur route espoirs
- 2017
  -  Champion d'Israël du contre-la-montre
  - Israel Season Opener
- 2018
  - 2e du championnat d'Israël sur route
- 2019
  -  Champion d'Israël sur route
- 2020
  -  Champion d'Israël du contre-la-montre
- 2021
  - 3e du championnat d'Israël du contre-la-montre
- 2023
  - 2e du championnat d'Israël sur route

## Résultats sur les grands tours

### Tour d'Italie
2 participations
- 2018 : 141e
- 2020 : 132e

## Classements mondiaux
| Année                                 | 2013 | 2014 | 2015 | 2016  | 2017  | 2018  | 2019  | 2020 | 2021  | 2022  | 2023 | 2024  |
| ------------------------------------- | ---- | ---- | ---- | ----- | ----- | ----- | ----- | ---- | ----- | ----- | ---- | ----- |
| Classement mondial                    |      |      |      | 1329e | 1763e | 1536e | 1206e | 985e | 1794e | 1307e | 883e | 1122e |
| UCI Europe Tour                       |      |      |      | 905e  | 1116e | 1016e | 842e  | 771e | 1231e | 907e  | nc   | nc    |
| UCI Asia Tour                         |      |      |      | nc    | nc    | 781e  |       |      |       |       |      |       |
|                                       |      |      |      |       |       |       |       |      |       |       |      |       |
| Légende : nc = non classéSource : UCI |      |      |      |       |       |       |       |      |       |       |      |       |